# 시그프뢰드 야를
시그프뢰드 야를(고대 노르드어: Sigfrøðr Jarl, ? ~ ? )은 9세기의 노르드인 또는 노르드게일인으로, 893년 더블린 왕국의 왕위를 주장했지만 실제로 왕위 찬탈에 성공하고 왕국을 실효지배했는지는 불확실하다. 훗날의 역사학자들은 이 시그프뢰드를 이름이 같은 다른 인물들과 동일인물이 아닌가 생각하고 있는데, 첫 번째 후보는 893년 노섬브리아에서 출항해 남쪽의 웨섹스에 상륙한 바이킹이고, 두 번째 후보는 895년에서 899년경까지 요르비크의 왕이었던 인물이다.
| 시그트뤼그 이바르손 | 제5대 더블린 국왕 (왕위를 주장했지만 실효지배 여부는 불확실) 893년–?년 | 야른크네 |